# Emanuel Rackman
Emanuel (Menachem) Rackman (in ebraico מנחם עמנואל רקמן‎?; Albany, 24 giugno 1910 – New York, 1º dicembre 2008) è stato un rabbino, teologo e predicatore statunitense, ebreo ortodosso moderno e cappellano militare nella United States Army Air Forces durante la seconda guerra mondiale.

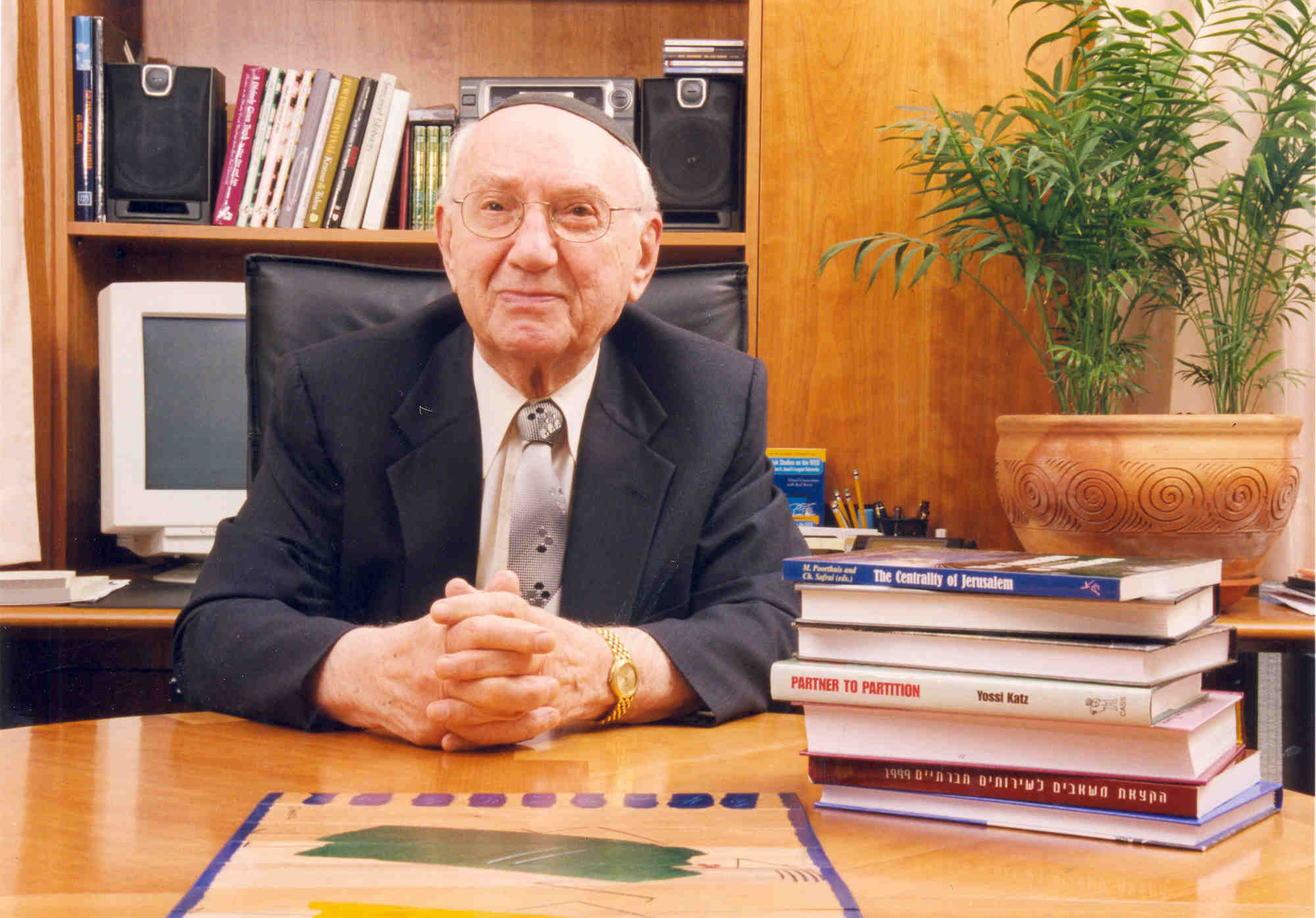
Emanuel Rackman, 2005

Prestò servizio come aiutante militare del Comando Europeo delle Operazioni, consigliere speciale per gli affari ebraici, dove le sue esperienze con i sopravvissuti della Shoah influenzarono la sua decisione di perseguire il rabbinato.

## Biografia
Rackman conseguì una laurea in legge e un Ph.D. in scienze politiche alla Columbia University, mentre studiava per il rabbinato alla Yeshiva University di New York City. Servìo come cappellano militare nella US Air Force Reserve durante la seconda guerra mondiale, andando in pensione con il grado di colonnello.
Rackman guidò per molti anni la Sinagoga di New York, Fifth Avenue, e la Congregazione Shaarey Tefila nel Queens. Fu inoltre presidente sia del Consiglio dei Rabbini e del Consiglio Rabbinico d'America. Nel 1970 divenne rettore della Yeshiva University, e nel 1977 fu nominato presidente della Università Bar-Ilan in Israele, dove officiò in tale carica fino alla morte.
Rackman tenne pulpiti nelle congregazioni più importanti e contribuì ad attirare l'attenzione sulla situazione dei refusenik nell'allora Unione Sovietica; ha inoltre contribuito a risolvere il dilemma dell'agunah dove una donna che non può risposarsi perché suo marito non le concede un ghet,il documento richiesto per un divorzio religioso che le permetterebbe di risposarsi secondo la Halakhah.